# Bryocodia saniva
Bryocodia saniva är en fjärilsart som beskrevs av William Schaus 1911. Bryocodia saniva ingår i släktet Bryocodia och familjen nattflyn. Inga underarter finns listade i Catalogue of Life.